# Naoum al-Labaki
Naoum al-Labbaki (arabe : نعوم اللبكي ; 1875 – 21 octobre 1924) était un journaliste libanais et le premier président du Parlement libanais.
Une des figures du renouveau libanais et auteur de la Nahda, il combattit le confessionnalisme et milita pour la recréation du Liban après la Première Guerre Mondiale.

## Biographie
Il est né à Baabdat, dans le Moutasarrifat du Mont-Liban en 1875.
Il émigra au Brésil, où il fonda plusieurs journaux, par le biais desquels il combattit l’Empire ottoman qui étouffait son pays, mais aussi et surtout les prémices du confessionalisme qui émergeait déjà. Ses plus importants journaux furent Al-Manahir et Al Arz. Il est considéré comme une des figures du courant Mahjar.
Il retourna au Liban en 1908, et continua de publier le journal à Beyrouth, dans le village de Baabdat. Pourchassé sans répit par les soldats ottomans de plus en plus cruels et vindicatifs à mesure qu’ils sentaient la fin de l'Empire Ottoman proche, il a mené pendant quatre longues années une vie de fugitif. Caché dans les grottes des hauteurs de Sannine, il trouvait le moyen de confier régulièrement aux habitants de Baskinta, qui le protégeaient au péril de leur vie, des pamphlets et des articles à distribuer et à publier. Il y écrivait sa haine de l’occupant et ses idées pour son pays.
Il dessina une ébauche de drapeau libanais qu’il présentait entièrement blanc avec un cèdre en son milieu.
Après la Première Guerre mondiale, il fut élu député au Conseil représentatif du Liban puis président de celui-ci en 1923 et occupa ce poste jusqu'à sa mort le 21 octobre 1924.
Il est le père de Salah al-Labaki.
Il meurt le 21 octobre 1924, à l'âge de 49 ans, emporté par un arrêt cardiaque durant un discours devant l’Assemblée nationale.

## Postérité
- Une rue à Beyrouth porte son nom et une statue lui fut inauguré à Baabdat[7].